# سیارک ۶۶۸۱
سیارک ۶۶۸۱ (به انگلیسی: 6681 Prokopovich، نامگذاری:1972RU3) شش هزار و ششصد و هشتاد و یکمین سیارک کشف شده‌است که در ۶ سپتامبر ۱۹۷۲ کشف شد.
قدر مطلق سیارک برابر ۱۴٫۱۰ است.